# Генеральна округа Чернігів
Генера́льна окру́га Черні́гів (нім. Generalbezirk Tschernigow) — адміністративно-територіальна одиниця, яку нацистська Німеччина планувала утворити у складі Райхскомісаріату Україна під час Німецько-радянської війни.

## Історія
Генеральна округа Чернігів мала об'єднати територію Чернігівської і Сумської областей, південну частину Гомельської області БРСР і південну частину Орловської області РРФСР та складатися з 19 округ з центром у Чернігові. Однак Чернігівську генеральну округу так і не було створено й упродовж усієї окупації ця територія залишалась у підпорядкуванні військового командування.

## Адміністративно-територіальний поділ
Планувалося поділити генеральну округу на такі округи (ґебіти):
- Бахмацький ґебіт (нім. Kreisgebiet Bachmatsch)
- Білопільський ґебіт (Kreisgebiet Belopolje)
- Бобровицький ґебіт (Kreisgebiet Bobrowiza)
- Гомельський міський ґебіт (Kreisgebiet Gomel-Stadt)
- Гомельський ґебіт (Kreisgebiet Gomel)
- Конотопський ґебіт (Kreisgebiet Konotop)
- Кролевецький ґебіт (Kreisgebiet Krolewez)
- Ніжинський ґебіт (Kreisgebiet Neshin)
- Новгород-Сіверський ґебіт (Kreisgebiet Nowgorod-Ssewerski)
- Новозибківський ґебіт (Kreisgebiet Nowosybkow)
- Охтирський ґебіт (Kreisgebiet Achtyrka)
- Прилуцький ґебіт (Kreisgebiet Priluki)
- Ріпкинський ґебіт (Kreisgebiet Repki)
- Роменський ґебіт (Kreisgebiet Romny)
- Сумський ґебіт (Kreisgebiet Ssumy)
- Унецький ґебіт (Kreisgebiet Unetscha)
- Чернігівський ґебіт (Kreisgebiet Tschernigow)
- Шосткинський ґебіт (Kreisgebiet Schostka)
- Щорсівський ґебіт (Kreisgebiet Schtschors)

## Місцеве самоврядування
На території Чернігівської області було створено місцеві органи врядування, які цілковито підпорядковувалися німецькому командуванню: міські, районні, сільські, громадські управи. Міські та районні управи очолювали голови управ, громадами (общинами), які об'єднували по кілька сіл, керували бургомістри, а в селах призначалися старости. Начальники міських та районних управ відповідали за всі підлеглі їм місцеві установи, господарську діяльність, за «спокій і безпеку» на ввіреній їм території, відали заготівлею продуктів для Райху, контролювали збір податків та облік населення. Міські та районні управи складалися з відділів, спрямованість роботи яких визначалася їхніми назвами. Згідно з розпорядженням Польової комендатури (У) 194, яка розміщувалася в Чернігові, структура управ мусила мати такий вигляд:
1. Голова управи
2. Заступник
3. Секретар
4. Сільгоспінспектор
5. Лісовий інспектор
6. Інспектор індустрії
7. Фінансовий інспектор
8. Інспектор освіти
9. Інспектор здравоохорони
10. Адмінвідділ
11. Начальник пожежної інспекції
12. Відділ тваринництва та ветеринарії
13. Відділ соціального забезпечення
14. Інспектор торгівлі та професій
15. Відділ харчування у містах
16. Відділ будівництва шляхів та транспорту.

Слід відзначити, що структури як міських, так і районних управ були схожими й могли відрізнятися лише кількістю штатних одиниць, яка безпосередньо залежала від чисельності населення підпорядкованої місцевості. Для районів, які не мали у своєму адміністративному складі міста, кількість відділів та частин управи регулювалася бургомістром. Структуру могли урізати, а відділи об'єднати, залежно від обсягів та спорідненості їхньої роботи. Кожна управа повинна була мати круглу печатку з написами німецькою та російською мовами з назвою населеного пункту в центрі круга. Для «українських» районів виробляли атрибутику влади з написами німецькою та українською мовами.
Другим за значенням в ієрархії посадовців органів місцевого самоврядування був бургомістр, який відав всіма справами на території своєї громади, зокрема стежив за своєчасним надходженням усіх податків та повинен був «усіляко підтримувати вербування робочої сили в Німеччину», а також «обов'язком і виявом подяки кожного бургомістра і сільської громади було утримання в чистоті й порядку могил
німецьких солдатів». Найнижчою ланкою місцевого самоврядування була сільська управа на чолі зі старостою, якого призначав бургомістр.

## Поліційний апарат
Позаяк Генеральна округа Чернігів існувала лише у планах, організація карального апарату в регіоні покладалася на командування тилу групи армій «Південь». Але цю роль взяли на себе поліційні структури, підлеглі Райхсфюреру СС і шефові німецької поліції Генріху Гіммлеру. Посаду керівника СС і поліції майбутнього генерального комісаріату Чернігів обіймали бригадефюрер СС Людольф фон Альвенслебен (22.10.1941 р. — 19.11.1941 р.), оберфюрер СС Віллі Шмельхер (19.11.1941 р. — 01.07.1943 р.) та оберфюрер СС Ернст Гартманн (01.07.1943 р. — 31.10.1943 р.). Поліцію безпеки та СД на Чернігівщині очолював штурмбанфюрер СС Теодор Крістенсен (нім. Theodor Christensen). Територіальні відділення чернігівського СД містилися в Гомелі, Сумах і Ніжині.
Станом на 1 листопада 1942 р. регіональний поліційний апарат налічував 6846 співробітників, серед них 699 німців і 6147 місцевих жителів. Близько 1 350 українців служило в охоронних батальйонах шуцманства (номери з 136 по 140), решта — складали міські і сільські поліційні відділи.
Низовими одиницями поліції були сільські поліційні відділи, створені при староствах (від 3 до 15 осіб кожен). У містах і райцентрах
кількість поліцаїв становила 40–50 осіб, половина з яких складала резерв на випадок непередбачених ситуацій. Загальна чисельність місцевої поліції не сміла перевищувати 1 % населення, але навіть цього числа вона ніколи не сягала. У разі появи в районах партизанських загонів, з поліції сіл і міст формували тимчасові зведені загони, які мусили спільно з німецькими та місцевими військовими частинами проводити бойові операції з метою «боротьби з бандами». У райцентрах Чернігівщини, які перебували під постійною загрозою нападів великих
комуністичних партизанських з'єднань, німецькі ортскомендатури тримали укомплектовані поліцаями постійні «особливі сотні» і роти, бійці яких перебували на казарменому становищі та вели самостійні операції.